# Memòria testamentària
Una memòria o cèdula testamentària és una instrucció escrita que el testador dona als hereus, o als marmessors, fora del testament i que es refereix a certes disposicions particulars.
En general, i sens perjudici de les diferències entre les regulacions contingudes cada ordenament jurídic, la memòria testamentària complementa un testament anterior, el qual ni es deroga ni es revoca, salvant els punts en què siguin incompatibles, si no que les memòries testamentaries l'addicionen i integren.
Dins del Dret Civil vigent a l'estat espanyol cal diferenciar les disposicions particulars que en fan el Codi civil de Catalunya) i la Compilació de Dret Civil Foral de Navarra.

## En el dret civil català
Segons l'article 421-21 del Codi civil de Catalunya, les memòries testamentàries signades pel testador en tots els fulls o, si escau, per mitjà d'una signatura electrònica reconeguda i que al·ludeixen a un testament anterior valen com a codicil, sigui quina sigui llur forma, si es demostra o es reconeix en qualsevol temps llur autenticitat i compleixen, si escau, els requisits formals que el testador hagi exigit en el seu testament. Les memòries testamentàries només poden ordenar disposicions que no excedeixin el 10% del cabal relicte i que es refereixin a diners, objectes personals, joies, roba i parament de la casa o a obligacions d'importància moderada a càrrec dels hereus o dels legataris. En les memòries testamentàries es poden també adoptar previsions sobre la donació dels propis òrgans o del cos i sobre la incineració o la forma d'enterrament.